# 阿尼諾阿薩
阿尼諾阿薩是羅馬尼亞的城鎮，位於該國西南部，距離首府德瓦60公里，由胡內多阿拉縣負責管轄，面積34平方公里，海拔高度650米，2007年人口4,840，大多數居民信奉東正教。

## 外部連結
- Official site （页面存档备份，存于）
- Jiu Valley Portal （页面存档备份，存于）